# 三沢の乱
三沢の乱（さんたくのらん）は、天正13年閏8月16日（1585年10月9日）、姉小路氏の家臣であった三木国綱（入道三沢）が飛騨国の統治者となった金森長近に対して起こした反乱である。

## 経緯
天正10年（1582年）6月2日の本能寺の変によって織田信長・信忠父子が横死すると、織田家の領地は混乱状態に陥った。これに乗じて飛騨統一を目論んだ姉小路頼綱は同年10月の八日町の戦いで江馬輝盛を滅ぼし、次いで協力関係にあった広瀬宗域を謀殺して飛騨を手中に収めるが、羽柴秀吉と敵対していた佐々成政と同盟を結んでいたことから秀吉の追討を受けることになり、天正13年（1585年）8月には金森長近率いる飛騨征伐軍が飛騨に侵攻（飛騨征伐）、頼綱は降伏して京に隠棲し、ここに戦国大名としての姉小路家は滅亡した。

## 三木国綱による決起
飛騨一宮水無神社の神官であった一宮国綱は姉小路良頼の娘婿となったことで三木姓を許されるとともにその家臣となっていた。飛騨征伐においては国綱も金森軍に抵抗し捕らえられるが、領民の嘆願により赦免されて久々野村に閉居し、人質として娘の弁が鍋山城に入れられた。
一方、金森軍の進駐に不満を募らせていた飛騨の土豪らは一揆を企て、遂に国綱こと三沢を擁して一揆を起こす。なお、この企てには飛騨征伐で金森軍の先鋒を務めた江馬時政も加わっていたともいう。
天正13年（1585年）閏8月16日夕刻、小八賀郷の一揆勢は鍋山城へ、三沢を主将とする七ヶ村及び阿多野川上筋の一揆勢500人は山下城へそれぞれ攻め寄せるが、ともに金森軍によって撃退され、翌8月17日、三沢をはじめとする一揆勢200人は水無瀬神社に立て籠もり抵抗するも敗北、三沢は山上へ逃れるところを討たれたという。
また、益田川筋の土豪5、600人も三沢に呼応して北上するが、既に三沢率いる一揆勢は敗北したあとだったという。その後、益田川筋の一揆勢は江名子糠塚に進出して金森軍と一戦交えるも、やがて阿多野城に退去した後、数日後に解散した。
その後、三沢の首級は鍋山城の麓に晒され、弁も五明村で磔にされたという。